# Michael Fortier

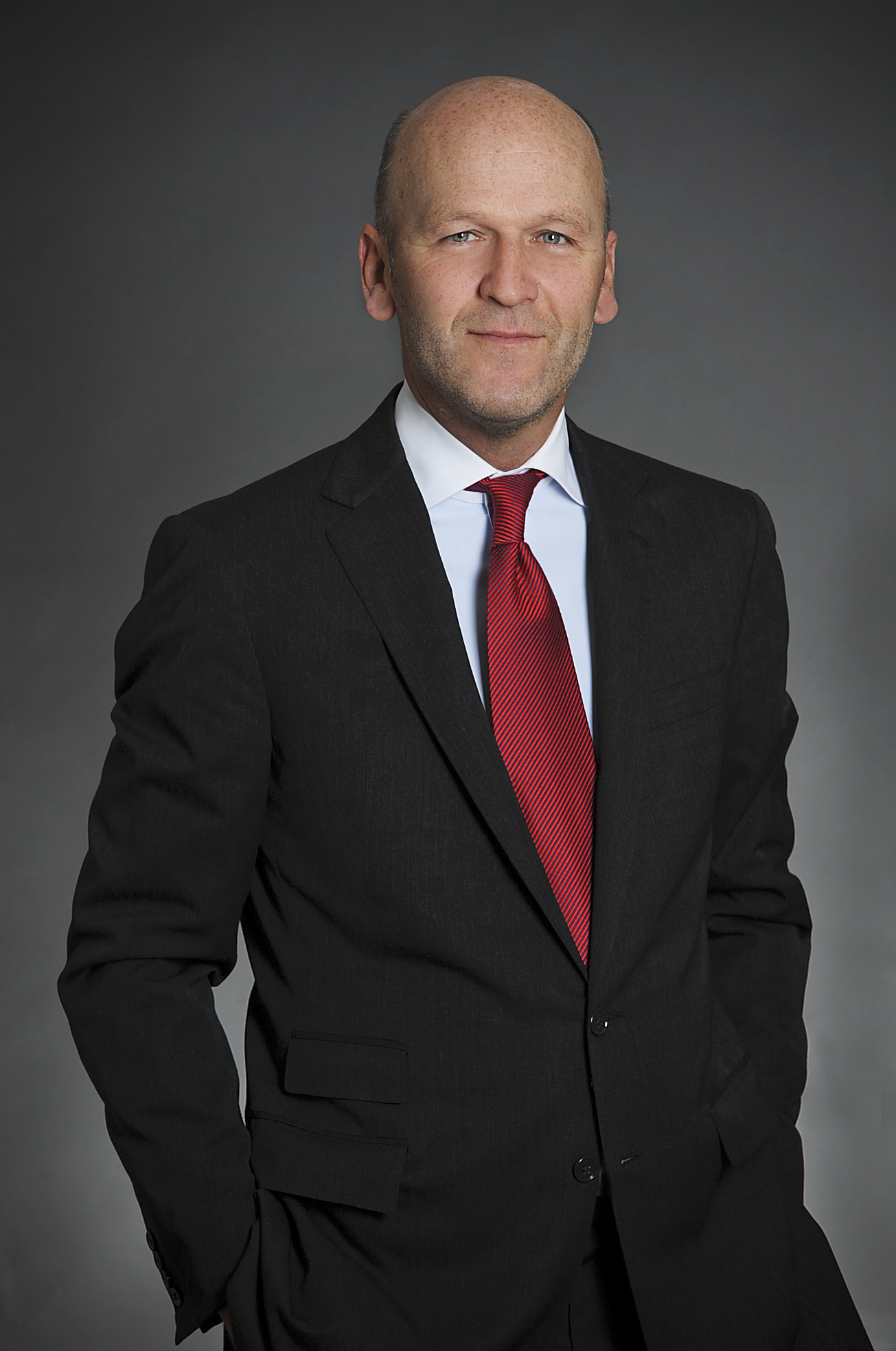
Michael Fortier (2010)

Michael M. Fortier PC (* 10. Januar 1962) ist kanadischer Politiker. Er war anfangs Minister für öffentliche Bauten und staatliche Dienstleistungen (Minister of Public Works and Government Services) sowie später kurzzeitig Minister für internationalen Handel (Minister of International Trade) im 28. kanadischen Kabinett.
Der Konservative war ernannter Senator für Québec und Mitglied des kanadischen Kronrates. Seine Ernennung in den Senat erzeugte erhebliche Kontroversen, da sie im direkten Widerspruch zum Wahlversprechen des Premierministers Stephen Harper stand, nur noch gewählte Senatoren zu ernennen. Vor der Wahl 2008 trat er zurück, um für das Unterhaus zu kandidieren, blieb aber ohne Erfolg.

## Beruf und Politik
Fortier begann seine Karriere als Anwalt bei der großen Montrealer Anwaltsfirma Ogilvy Renault. Er spezialisierte sich dort auf Wertpapiere und Unternehmensübernahmen. Von 1992 bis 1996 leitete er Ogilvy Renaults Büro in London. Seit 1999 war er Managing Director und Senior Advisor (Ostkanada) für die Credit Suisse First Boston. 2004 wurde er schließlich Finanzdirektor für TD Securities.
In den 1990er Jahren war er Vorsitzender der Progressiv-konservativen Partei, scheiterte aber bei der Vorstandswahl 1998 mit nur 4 % der Stimmen. Bei der Unterhauswahl 2000 trat er für die Progressiv-Konservativen im Wahlbezirk Laval West in Montreal an, scheiterte aber und erreichte nur den vierten Platz.
Nach der Vereinigung der Progressiv-Konservativen mit der Kanadischen Allianz war er zusammen mit John Reynolds 2006 leitender Wahlkampfmanager der erfolgreichen Konservativen, stellte sich selbst aber nicht zur Wahl für das Unterhaus.

## Ernennungskontroverse
Premierminister Stephen Harper ernannte Fortier am 6. Februar 2006 zum Minister für öffentliche Bauten und staatliche Dienstleistungen. Fortier war zu diesem Zeitpunkt weder Mitglied des Unterhauses noch des Senats. Harper kündigte an, Fortier als Senator zu ernennen; er werde sich bei der nächsten Unterhauswahl den Wählern stellen. Das Verfahren einen Nichtgewählten zum Minister zu benennen, hat in der jüngeren kanadischen Geschichte nur wenige Vorbilder: 1979 ernannte Joe Clark den Senator für Québec Jacques Flynn zum Justizminister, im 19. Jahrhundert dienten die Premierminister John Abbott und Mackenzie Bowell aus dem Senat heraus.
Am 27. Februar trat Fortier im Senat an. Er repräsentierte im kanadischen Kabinett die Anliegen der Stadt Montreal. Dort hatte die konservative Partei oder eine ihrer Vorgängerinnen (Progressiv-konservative Partei, Kanadische Allianz oder Reformpartei) seit 1988 keinen Sitz mehr gewonnen. Kandidaten aus dem konservativen Teil des politischen Spektrums treten oft genug in Montreal gar nicht mehr an, Sitze gewinnen sie im Normalfall nur bei konservativen Erdrutschsiegen in Gesamtkanada.
Die Ernennung zog deshalb besondere Kontroversen nach sich, da die Konservativen in der Oppositionszeit sowohl die Ernennung – und nicht Wahl – von Senatoren ebenso heftig kritisierten wie die Ernennung von Ministern, die kein direktes Mandat durch eine Unterhauswahl vorweisen konnten. Harper selbst hatte auf einem Fernseh-Interview von Radio-Canada versprochen, nur noch Senatoren zu ernennen, die vorher durch Wahl legitimiert wären.
Als Senator durfte Fortier keine Kleine Anfragen vor dem Unterhaus beantworten und delegierte dies an seinen parlamentarischen Staatssekretär James Moore. Im Senat allerdings musste er sich zur Rede stellen, dort allerdings sind die wichtigen Oppositionsparteien Bloc Québécois und Neue Demokratische Partei nicht vertreten.
Im Rahmen einer Kabinettsumbildung gab Fortier im Juni 2008 seinen Posten als Minister für öffentliche Bauten und staatliche Dienstleistungen und übernahm bis zum Oktober 2008 den Posten eines Handelsminister.
Gemäß seinem abgegebenen Versprechen kandidierte Fortier bei der Unterhauswahl 2008 im Wahlkreis Vaudreuil-Soulanges, weshalb er am 8. September 2008 als Senator zurücktrat. Am Wahltag unterlag er deutlich dem Amtsinhaber Meili Faille vom Bloc Québécois.